# Ilica
 Ovo je glavno značenje pojma Ilica. Za druga značenja pogledajte Ilica (planina), Ilica (album sastava Elemental).
Ilica je jedna od najdužih i najstarijih ulicâ u Zagrebu. Proteže se od Trga bana Jelačića na istoku preko Črnomerca na zapadu grada, pa sve do Vrapča i ima više od 500 adresa. Glavna je ulica za kupovinu u užem središtu grada, a u njoj se nalaze banke i trgovine eminentnih svjetskih proizvođača odjeće, obuće.
Godine 2012. prema Ilici je nazvan font dizajniran za uporabu u gradskoj signalizaciji i pločice s kućnim brojevima u Zagrebu. Ime »Ilica« font je dobio prema tomu što je Ilica trebala biti prva ulica na koju će se nova signalizacija postaviti.

## Ime
Postoji nekoliko teorija o nastanku imena Ilica. Povjesničar Branimir Špoljarić najvjerojatnijom označava teoriju da je ulica dobila naziv prema istoimenom potoku koji je njome tekao, a izvirao pod Rokovim perivojem, odnosno »Peneznih goric ili Gradečke gmajne«. Druga teorija polazi iz lingvistike. Ona nalaže da je pri današnjoj ulici postojalo kmetsko naselje koje se nazivalo »ville«, a da je Ilica nastala od izraza »pem v vilcu« ('idem u selo'). Treća teorija tiče se geologije, gdje se tvrdi da je ime izvedeno od ilovače, vrste tla na kojemu se naselje nalazilo i koju je stanovništvo rabilo za izradu lončarije.

## Povijest
Glavna zagrebačka ulica Ilica jedna je od najstarijih gradskih ulica. Najstariji arheološki nalaz, pronađen u neposrednoj blizini Ilice, ranobrončana je ostava iz Dežmanova prolaza. Ilica je do 15. stoljeća bila nazivana Lončarska ulica, a najraniji spomen naziva Ilica zapisan je 1431. godine, kada se to ime rabilo za potok koji je tom ulicom tekao, a izvirao kod Rokova perivoja.
Naselje u kojemu se Ilica nalazila nazivalo se Nova Varoška Ves, a ponegdje i Lončarska Ves prema zanimanju mnogih njegovih stanovnika. Ilica je pritom sezala do Iličkog trga (današnjeg Britanskog), a krivine u ulici pripisuju se naplavinama Save, koja je tada navodno tekla bliže brdima Zagreba. Godine 1776. zemlja oko Ilice prodavala se, pa je tako i sama ulica podjeljena na Gornju Ilicu, koja je sezala do Iličkog trga, i Donju Ilicu, koja se protezala od Iličkog trga prema zapadu.
Krajem 19. stoljeća i početkom 20. stoljeća, na potezu između Trga bana Jelačića i Britanskog trga, mnogi raniji objekti postupno se uklanjaju a na njihovim mjestima niču nove reprezentativne kuće. Reprezentativniji objekti, koji se tada grade u Ilici, dosežu do tri kata, mahom stambeno-trgovačke najamnice. Osim prizemlja, u poslovne se svrhe koriste i prostori mezanina, dok se za stambene koriste mahom gornji katovi. Druga je posebnost, otvaranje prizemlja s velikim uokvirenim i ostakljenim izlozima. U Ilici grade najznačajniji tadašnji hrvatski arhitekti, poput primjerice: Kuna Waidmanna, Josipa pl. Vancaša i Hönigsberga & Deutscha. Važno je istaknuti, da se tada u Zagrebu javljaju i svjetska poznata imena, poput arhitekata Hermanna Helmera i Ferdinanda Fellnera.